# Sajama nationalpark
Sajama nationalpark är en nationalpark i Bolivia.   Den ligger i departementet Oruro, i den västra delen av landet, 400 km väster om huvudstaden Sucre. Sajama National Park ligger 4 775 meter över havet.
Omgivningarna runt Sajama nationalpark är i huvudsak ett öppet busklandskap.